# Storo Station
Storo Station (Storo stasjon) er en metrostation på T-baneringen på T-banen i Oslo. Stationen, der ligger ved Storokrysset i Storo blev åbnet 20. august 2003 som endestation for første etape af T-baneringen. Resten af T-baneringen blev åbnet 20. august 2006.
Et par hundrede meter fra Storo station ligger Grefsen Station på Gjøvikbanen, der går parallelt med T-baneringen mellem Storo og Sinsen. Jernbaneverket planlægger at bygge en gangbro, der vil give bedre forbindelse mellem de to stationer. 